# Praon hyperomyzus
Praon hyperomyzus is een insect dat behoort tot de orde vliesvleugeligen (Hymenoptera) en de familie van de schildwespen (Braconidae). De wetenschappelijke naam van de soort werd voor het eerst geldig gepubliceerd door Saha, Poddar, Das, Agarwala & Raychaudhuri in 1982.